# Casa Pia Atlético Clube
Il Casa Pia Atlético Clube, meglio noto come Casa Pia, è una società calcistica portoghese con sede nella città di Lisbona.

## Storia
Il club prende il suo nome dall'istituzione caritatevole "Casa Pia", fondata nel 1780 per la cura e l'educazione di fanciulli orfani o provenienti da famiglie bisognose. Numerosi calciatori che hanno militato per il club, in particolare nella sua fase originaria, si formarono presso tale istituto. Lo stadio della società, il Pina Manique (situato nella freguesia di Lisbona di Benfica) è intitolato alla figura di Diogo Inácio de Pina Manique (1733-1805), fondatore della Casa Pia.

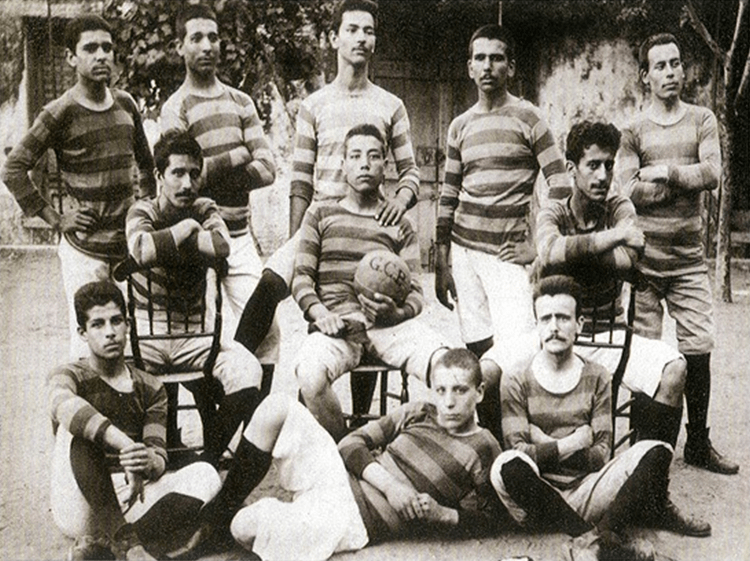
La rappresentativa della Casa Pia che affrontò il Carcavelos Football Club il 22 gennaio 1898

Sin dall'ultimo decennio del XIX secolo rappresentative calcistiche composte da allievi o ex allievi dell'istituto Casa Pia disputarono incontri amatoriali con rappresentative dell'area di Lisbona, composte da portoghesi e dai "maestri" inglesi. La prima di queste squadre venne formata nel 1894. Degno di menzione è l'incontro disputato il 22 gennaio 1898 tra una rappresentativa della Casa Pia e il Carcavelos Football Club (fondato da inglesi e ritenuto essere, assieme al Foot-Ball Club Lisbonense, il club calcistico più antico del Portogallo). La formazione casapiana comprendeva alcune personalità che avrebbero avuto un ruolo di primo piano nel calcio lusitano delle origini, in particolare Daniel Augusto de Queirós dos Santos (1879-1948, quinto presidente dello Sporting Clube de Portugal tra il 1914 ed il 1918) e Januário Barreto (1877-1910, primo presidente eletto dello Sport Lisboa e Benfica tra il 1906 ed il 1908, nonché uno dei fondatori della Liga Portuguesa de Futebol Profissional).
Agli inizi del XX secolo vi furono vari tentativi di dare delle strutture organizzative più stabili ai sodalizi sportivi legati alla Casa Pia praticanti il calcio: tra questi sodalizi troviamo la Associação do Bem, creata nel 1903 e il Grupo desportivo Luz Soriano, creato nel 1910. Infine, il 3 luglio 1920, si concretizzò la fondazione del Casa Pia Atlético Clube. Il gruppo dei fondatori comprendeva il giornalista Ricardo Ornelas, il calciatore António Pinho, lo storico David Ferreira (padre del poeta David Mourão-Ferreira), Mário da Silva Marques (il primo nuotatore olimpico portoghese), e Cândido de Oliveira.
In questa fase pionieristica del calcio portoghese il club raccolse diversi successi. Il primo trofeo conquistato dal club, pur non avente carattere ufficiale, fu il Bronze Herculano dos Santos, istituito per omaggiare il capitano del Benfica Herculano dos Santos. Il Casa Pia se lo aggiudicò il 3 ottobre 1920 sconfiggendo per 2-1 lo Sport Lisboa e Benfica in un incontro disputato nel Campo de Palhavã, arbitrato da Cosme Damião (ex alunno della Casa Pia e uno dei fondatori del Benfica). Nel 1920-21 il Casa Pia vinse il Campeonato Regional de Lisboa e la Taça Associação. Nel primo torneo, strutturato in una prima fase a gruppi e in una seconda fase a scontro diretto, si classificò al primo posto nel proprio girone (comprendente Clube de Futebol Os Belenenses, Vitória Futebol Clube e Club Internacional de Foot-Ball) ed ebbe successivamente la meglio sullo Sporting Clube de Portugal (vincitore del proprio girone comprendente Sport Lisboa e Benfica, Carcavelinhos Futebol Clube e Clube Desportivo Palhavã), sconfitto con un punteggio aggregato di 5-2 maturato su due incontri. Si aggiudicò il secondo trofeo battendo il Futebol Clube do Porto, detentore del titolo di Campeão do Norte, con un'affermazione di 2-0. La Taça Associação fu l'antesignana della Taça de Portugal, la cui prima edizione in un formato standard fu il Campeonato de Portugal 1922. In due successive edizioni del Campeonato Regional de Lisboa il Casa Pia disputò la finale. Nella stagione 1922-1923, in quanto campione di seconda divisione, giocò la finale contro la vincente del Campeonato Regional de Lisboa, strutturato su un unico girone, lo Sporting Clube de Portugal, venendo sconfitto con il punteggio di 2-0. Nella stagione 1923-1924, dopo essersi classificato al primo posto nel Campeonato Regional de Lisboa, il Casa Pia venne sconfitto dal campione di seconda divisione, il Vitória Futebol Clube, con il punteggio di 3-1.
Il Casa Pia venne invitato a varie amichevoli di prestigio nei primi anni Venti; in particolare, fu la prima rappresentativa portoghese a giocare a Parigi. Fu infatti invitato a prendere parte al torneo di Natale svoltosi nel 1920 nella capitale francese, che vide la partecipazione di Cercle Athlétique de Paris Charenton, Club Athlétique de Vitry, Football Club Cantonal Neuchâtel e Reial Club Deportiu Espanyol de Barcelona. Le partite vennero disputate nello Stade Pershing a Bois de Vincennes, già sede dei Giochi Interalleati del 1919.
Nel gennaio del 1921 giocò a San Sebastián con la Real Sociedad de Fútbol (incontro terminato con la vittoria dei padroni di casa); nell'ottobre dello stesso anno presenziò all'inaugurazione del Campo de la Reina Victoria, nuovo impianto del Sevilla Fútbol Club (doppio confronto il 16 ed il 18 ottobre, terminati 3-0 e 4-0 a favore dei padroni di casa); infine, il 13 dicembre 1925, prese parte all'inaugurazione dell'Estádio das Amoreiras, impianto dello Sport Lisboa e Benfica (partita terminata con la netta affermazione dei padroni di casa per 8-1).
Il Casa Pia annoverava ben quattro calciatori della prima selezione calcistica del Portogallo, schierati in occasione della partita disputata il 18 dicembre del 1921 a Madrid presso il campo de O'Donnell contro la rappresentativa spagnola, terminata 3-1 a favore di quest'ultima. Si trattava di António Pinho, Cândido de Oliveira, José Gralha, António Augusto Lopes. Il calciatore più significativo nonché capitano di quella rappresentativa era il casapiano Cândido de Oliveira.
Pochi anni più tardi, un altro giocatore di spicco del Casa Pia ed elemento della nazionale portoghese a cavallo tra gli anni Venti e Trenta (con Cândido de Oliveira nelle vesti di commissario tecnico) fu António Roquete. Roquete, già convittore dell'istituto Casa Pia dal 1916 al 1924, svolse la sua intera carriera professionistica nel Casa Pia Atlético Clube, prendendo parte al torneo di calcio della IX Olimpiade nel 1928.
Il Casa Pia è sul finire degli anni Venti e l'inizio degli anni Trenta la rampa di lancio per altri giocatori di rilievo, ovvero Gustavo Teixeira (passato nel 1930 allo Sport Lisboa e Benfica e importante elemento della nazionale portoghese negli anni Trenta) e Cândido Tavares (anch'egli passato al Benfica e vincitore come tecnico di quella società della Taça de Portugal 1951-1952). In quegli anni il divario tra il Casa Pia e i grandi club del calcio portoghese, che accentuano la loro natura professionale e possono beneficiare di risorse economiche molto maggiori, diventa sempre più grande. Il Casa Pia, classificatosi al quarto posto nel Campeonato de Lisboa 1938-1939, viene ammesso alla prima edizione della Primeira Liga, comprendente i quattro migliori club della Associação de Futebol de Lisboa, i due migliori club della Associação de Futebol do Porto e infine i migliori club rispettivamente della Associação de Futebol de Coimbra e della Associação de Futebol de Setúbal. La squadra termina la Primeira Divisão 1938-1939 all'ultimo posto, con una sola vittoria all'attivo.
A partire da quella stagione e sino al 2019, il Casa Pia disputò campionati nel terzo e quarto livello della piramide calcistica portoghese, ad eccezione della stagione 1965-1966 in Segunda Divisão, conclusasi con l'immediata retrocessione. In quella stagione il club annoverava tra i suoi giocatori il portiere José Rita, che avrebbe chiuso la sua carriera con il Casa Pia nel 1966.
Nell'edizione 2018-2019 del Campeonato de Portugal il Casa Pia è guidato da José da Paz, al quale viene affiancato Rúben Amorim, al debutto in un ruolo manageriale. I due tecnici tuttavia rassegnano le proprie dimissioni nel gennaio 2019 dopo aver ricevuto una squalifica dalla Federazione calcistica del Portogallo, motivata dal fatto che Rúben Amorim aveva dato indicazioni ai propri giocatori pur non essendone formalmente abilitato in quanto ancora sprovvisto della licenza di allenatore, in quanto semplice stagista. Tale episodio costa inoltre al club una sanzione pecuniaria e la deduzione di sei punti. Nondimeno il Casa Pia batte nella finale playoff, con il nuovo tecnico Luís Loureiro in panchina, l'União Desportiva Vilafranquense il 23 giugno 2019 in una sfida terminata 4-2 ai rigori allo stadio nazionale di Jamor. La stagione successiva, la Segunda Liga 2019-2020, è molto travagliata. Luís Loureiro viene esonerato il 24 settembre 2019. Gli subentrano prima Rui Duarte (che rimane in carica fino a dicembre), poi Ricardo Peres. Il campionato vede il Casa Pia retrocedere sul campo, raccogliendo solamente 11 punti e piazzandosi in ultima posizione. Tuttavia l'esclusione del Vitória Futebol Clube e del Clube Desportivo das Aves dalla Primeira Liga 2019-2020 per irregolarità amministrative e la loro retrocessione diretta nel Campeonato de Portugal 2020-2021 (il terzo livello della piramide calcistica portoghese), consentono al Casa Pia di mantenere la categoria, assieme alla penultima classificata, il Clube Desportivo da Cova da Piedade. Nel luglio del 2020 il club nomina Vasco Matos quale nuovo tecnico. Il primo settembre del 2020 gli subentra Filipe Martins, con Matos mantenuto nell'organico come suo assistente.
Nel 2020 il club assume la forma sociale di Sociedade Desportiva Unipessoal por Quotas. Sotto il profilo societario, il club passa sotto il controllo della società di investimento MSD Capital, facente capo a Robert Platek. La stagione 2020-2021 in Segunda Liga è una stagione di assestamento e vede la squadra terminare a centro classifica. L'anno successivo, al termine della stagione 2021-2022 della Segunda Liga il club, sempre sotto la guida di Filipe Martins, si classifica al secondo posto alle spalle del Rio Ave Futebol Clube, ottenendo la promozione nella Primeira Liga dopo 83 anni di assenza.

## Strutture
Dopo aver disputato per i primi quattro anni dalla sua fondazione le sue partite nel Campo de Palhavã (di proprietà dello Sport Clube Império o Clube Desportivo Palhavã, era situato nella Quinta da Palhavã nella località di Sete Rios a Lisbona, in un'area oggi occupata dall'Instituto Português de Oncologia Francisco Gentil), il club si era infine dotato nel 1924 di un proprio terreno di gioco, il Campo do Restelo (il quale tuttavia rimase di proprietà della Casa Pia e non del club), in seguito alla direttiva della Associação de Futebol de Lisboa che vietava a club proprietari di campi da calcio di affittare ad altri club le proprie strutture per incontri di campionato. Il Casa Pia, che aveva finora giocato in strutture altrui, rischiava l'esclusione dalle competizioni. Il Campo do Restelo venne inaugurato il 21 dicembre del 1924, alla presenza del presidente della Repubblica Manuel Teixeira Gomes, con un'amichevole disputata contro il Clube de Futebol Os Belenenses, terminata 2-2. Il Campo do Restelo (da non confondere con l'Estádio do Restelo, peraltro anch'esso situato nel territorio dell'odierna freguesia di Belém), era situato nell'area oggi occupata dal Planetário de Marinha, delimitata da Rua Dom Francisco de Almeida e Praça de Malaca, nelle vicinanze del Monastero dos Jerónimos. La struttura venne progettata dall'architetto António do Couto (1874-1946; casapiano, noto per aver contribuito alla realizzazione del monumento al Marchese de Pombal, ebbe inoltre un ruolo importante nel calcio portoghese delle origini come calciatore e dirigente sportivo). La stagione 1939-1940, che vede il club terminare all'ultimo posto nel Campeonato de Lisboa, è inoltre segnata dall'esproprio, da parte dello Stato portoghese, dello storico Campo do Restelo. L'esproprio era motivato dalla necessità di adibire tale spazio ad installazioni dell'Exposição do Mundo Português (esposizione celebrativa della storia portoghese e dell'Estado Novo). Il club rimane senza uno stadio proprio, giocando in varie strutture, fino all'inaugurazione, avvenuta il 29 agosto del 1954, dell'Estádio Pina Manique, situato tuttavia in un'area di Lisbona (Benfica), lontana dalla sede originaria e priva di un legame con il club. La realizzazione dello stadio viene condotta sotto la supervisione dell'architetto Cândido Palma de Melo (1922-2003; casapiano, progettista inoltre dell'Estádio do Bonfim di Setúbal).
Nella stagione 2022-2023 il Casa Pia ha giocato la quasi totalità delle proprie partite casalinghe presso lo Stadio nazionale di Jamor di Oeiras. Per la stagione 2023-2024 ha disputato invece i propri incontri interni presso l'Estádio Municipal de Rio Maior, situato nel municipio di Rio Maior, a fronte di ritardi nel processo di riqualificazione ed adeguamento dell'Estádio Pina Manique. L'Estádio Municipal de Rio Maior è lo stadio casalingo del Casa Pia anche per la stagione 2024-2025.

## Palmarès

### Competizioni nazionali
- Terceira Divisão: 2

2003-2004, 2009-2010

### Competizioni regionali
- Campeonato Regional de Lisboa: 1

1920-1921
- Taça Associação: 1

1920-1921

### Altri piazzamenti
- Campeonato de Portugal:

Secondo posto: 2018-2019
- Segunda Liga:

Secondo posto: 2021-2022

## Organico
Aggiornato al 30 settembre 2024. Rosa e numerazione sono tratte dal sito ufficiale del Casa Pia.

### Rosa 2024-2025
| N. |                        | Ruolo | Calciatore               |
| -- | ---------------------- | ----- | ------------------------ |
| 1  | Costa Rica (bandiera)  | P     | Patrick Sequeira         |
| 2  | Camerun (bandiera)     | D     | Duplexe Tchamba Bangou   |
| 3  | Paesi Bassi (bandiera) | D     | Ruben Kluivert           |
| 4  | Portogallo (bandiera)  | D     | João Goulart             |
| 5  | Portogallo (bandiera)  | D     | Leonardo Lelo            |
| 6  | Portogallo (bandiera)  | D     | José Fonte               |
| 7  | Portogallo (bandiera)  | A     | Nuno Moreira             |
| 8  | Venezuela (bandiera)   | C     | Telasco Segovia          |
| 9  | Spagna (bandiera)      | A     | Max Svensson             |
| 11 | Portogallo (bandiera)  | D     | Tiago Dias               |
| 12 | Francia (bandiera)     | D     | Fahem Benaïssa-Yahia     |
| 13 | Stati Uniti (bandiera) | A     | Korede Osundina          |
| 14 | Portogallo (bandiera)  | C     | Miguel Ferreira de Sousa |
| 16 | Angola (bandiera)      | C     | Benedito Mukendi         |
| 17 | Portogallo (bandiera)  | C     | Rafael Brito             |

| N. |                                 | Ruolo | Calciatore            |
| -- | ------------------------------- | ----- | --------------------- |
| 18 | Portogallo (bandiera)           | D     | André Geraldes        |
| 19 | Bosnia ed Erzegovina (bandiera) | C     | Nermin Zolotić        |
| 20 | Portogallo (bandiera)           | A     | Kiki Silva            |
| 22 | Portogallo (bandiera)           | P     | Daniel Azevedo        |
| 29 | Francia (bandiera)              | A     | Jérémy Livolant       |
| 33 | Angola (bandiera)               | P     | Ricardo Batista       |
| 37 | Portogallo (bandiera)           | C     | Samu                  |
| 44 | Portogallo (bandiera)           | D     | Isaac Monteiro        |
| 52 | Portogallo (bandiera)           | A     | Henrique Pereira      |
| 72 | Spagna (bandiera)               | D     | Gaizka Larrazabal     |
| 77 | Ghana (bandiera)                | A     | Samuel Obeng          |
| 80 | Brasile (bandiera)              | C     | Pablo Roberto         |
| 89 | Bulgaria (bandiera)             | C     | Andrian Kraev         |
| 90 | Brasile (bandiera)              | A     | Cassiano Dias Moreira |
| 99 | Guinea-Bissau (bandiera)        | A     | Clau Mendes           |

### Staff tecnico
| Allenatore: João Pereira                                            |
| Vice allenatori: Alexandre Santana, Fernando Costa, Gonçalo Brandão |
| Allenatore dei portieri: João Santos, Stefan Olimpio                |
| Tecnico dello sviluppo individuale: Paulo Correia, Tiago Dias       |
| Match analyst: Rafael Moreira, Gustavo Paulo                        |